# Ulla Zetterberg
Ulla Margareta von Celsing, känd under tidigare namnet Ulla Zetterberg, ogift Börjesson, född 11 maj 1923 i Annedals församling i Göteborg, död 20 november 2011 i Lovö församling i Stockholms län, var en svensk skådespelare, sångerska och författare.

## Biografi
Ulla Zetterberg var dotter till köpmannen Erik Börjesson och Ida Clauss. Hon verkade som skådespelare bland annat vid Göteborgs stadsteater. Hon gav också ut böckerna Badin i Afrika (1977), illustrerad av Margareta von Celsing, Badin i Faraos land (1978) och Gycklaren tar över (1984).
Ulla Zetterberg gifte sig 1943 med ingenjören Sven Zetterberg (1913–1994) och fick sonen Kaj (1944–1952), men skilde sig 1948. Hon gifte sig 1955 med diplomaten Lars von Celsing (1916–2009). Hon är begravd på Lovö kyrkogård tillsammans med den senare maken.

## Filmografi
- 1948 – Janne Vängmans bravader

## Teater

### Roller (ej komplett)
| År   | Roll        | Produktion                                     | Regi             | Teater                                |
| ---- | ----------- | ---------------------------------------------- | ---------------- | ------------------------------------- |
| 1947 | Modellen    | Dagen slutar tidigt Ingmar Bergman             | Ingmar Bergman   | Göteborgs stadsteater                 |
| 1949 | Sköterskan  | Spårvagn till lustgården Tennessee Williams    | Ingmar Bergman   | Göteborgs stadsteater                 |
| 1949 | Billie Dawn | Född i går Garson Kanin                        | Ernst Eklund     | Lisebergsteatern                      |
| 1950 | Katarina    | Så tuktas en argbigga William Shakespeare      | Josef Halfen     | Göteborgs stadsteater, 1 januari 1950 |
| 1951 | Nellie      | Vem är Sylvia? Terence Rattigan                | Martha Lundholm  | Vasateatern                           |
| 1951 |             | Loulou Marcel Thiébaut                         | Ernst Eklund     | Lisebergsteatern                      |
| 1966 | Dolly Levi  | Hello, Dolly! Michael Stewart och Jerry Herman | Sven Aage Larsen | Oscarsteatern                         |